# Monopsis alba
Monopsis alba là loài thực vật có hoa trong họ Hoa chuông. Loài này được Phillipson mô tả khoa học đầu tiên năm 1986.